# Lirula nervisequa
Lirula nervisequa (DC.) Darker – gatunek grzybów z rodziny łuszczeńcowatych (Rhytismataceae). Mikroskopijny grzyb wywołujący chorobę o nazwie osutka zwyczajna jodły.

## Systematyka i nazewnictwo
Pozycja w klasyfikacji według Index Fungorum: Lophodermium, Rhytismataceae, Rhytismatales, Leotiomycetidae, Leotiomycetes, Pezizomycotina, Ascomycota, Fungi.
Po raz pierwszy takson ten opisał w 1815 r. Augustin Pyramus de Candolle nadając mu nazwę Hypoderma nervisequum. Obecną nazwę nadał mu Grant Dooks Darker w 1967 r.
Ma 10 synonimów. Niektóre z nich:
- Hypodermopsis nervisequa (DC.) Kuntze 1898
- Lophodermium nervisequum (DC.) Chevall. 1826[3].

## Morfologia i rozwój
Patogen infekuje 2–3 letnie igły jodły o okresie od maja do lipca. 2–3 miesiące później na ich górnej powierzchni tworzą się dwa faliste, kędzierzawe paski będące skupiskami pyknidiów. Później wzdłuż głównego nerwu dolnej powierzchni igieł powstają ułożone w jednym szeregu czarne, wypukłe skupiska apotecjów. W następnym roku, w miesiącach od maja do lipca, igły żółkną, a z apotecjów wydostają się askospory dokonujące nowych infekcji. Askospory przenoszone są przez wiatr, infekcja następuje w czasie wilgotnej pogody.
Worki unitunikowe, nieamyloidalne, workowate, 150–200 × 24–30 µm, zawierające osiem zarodników ułożonych mniej więcej pęczkami. Askospory szkliste, bezprzegrodowe, gładkie, nitkowate, 75–90 × 3–4 µm, otoczone błoną śluzową o grubości 3–4,5 µm. Parafizy szkliste, nitkowate, gładkie, septowane, nierozgałęzione, otoczone błoną śluzową. Pyknidia brązowe, tego samego koloru lub nieco jaśniejsza niż zbrązowiałe igły, eliptyczne lub eliptyczne wydłużone, czasami zlewające się i tworzące wielokomorowe askokarpy. Pojedyncze pyknidia o długości 200–400 µm, otwierające się ostiolami, również przez podłużne pęknięcie po jednej stronie owocnika, przy czym pęknięcie jest często wyłożone poczerniałymi komórkami grzyba. Komórki konidiotwórcze cylindryczne do lekko zwężających się, szkliste, gładkie, 6–8 × 1–1,5 µm, proliferujące enteroblastycznie. Konidia szkliste, bezprzegrodowe, gładkie, elipsoidalne, 2–3 × 1 µm. Na igłach zazwyczaj nie występują linie strefowe, ale w niektórych warunkach u podstawy igły, gdzie jej czubek łączy się z gałązką, tworzy się poczerniała linia strefowa.

## Występowanie
Występuje w Ameryce Północnej, Europie i Azji. Jego żywicielami są jodła pospolita (Abies alba) i Abies cepha. W Polsce podano stanowiska na igłach jodły pospolitej.